# Rebstein
Rebstein (toponimo tedesco) è un comune svizzero di 5 051 abitanti del Canton San Gallo, nel distretto di Rheintal.

## Geografia fisica

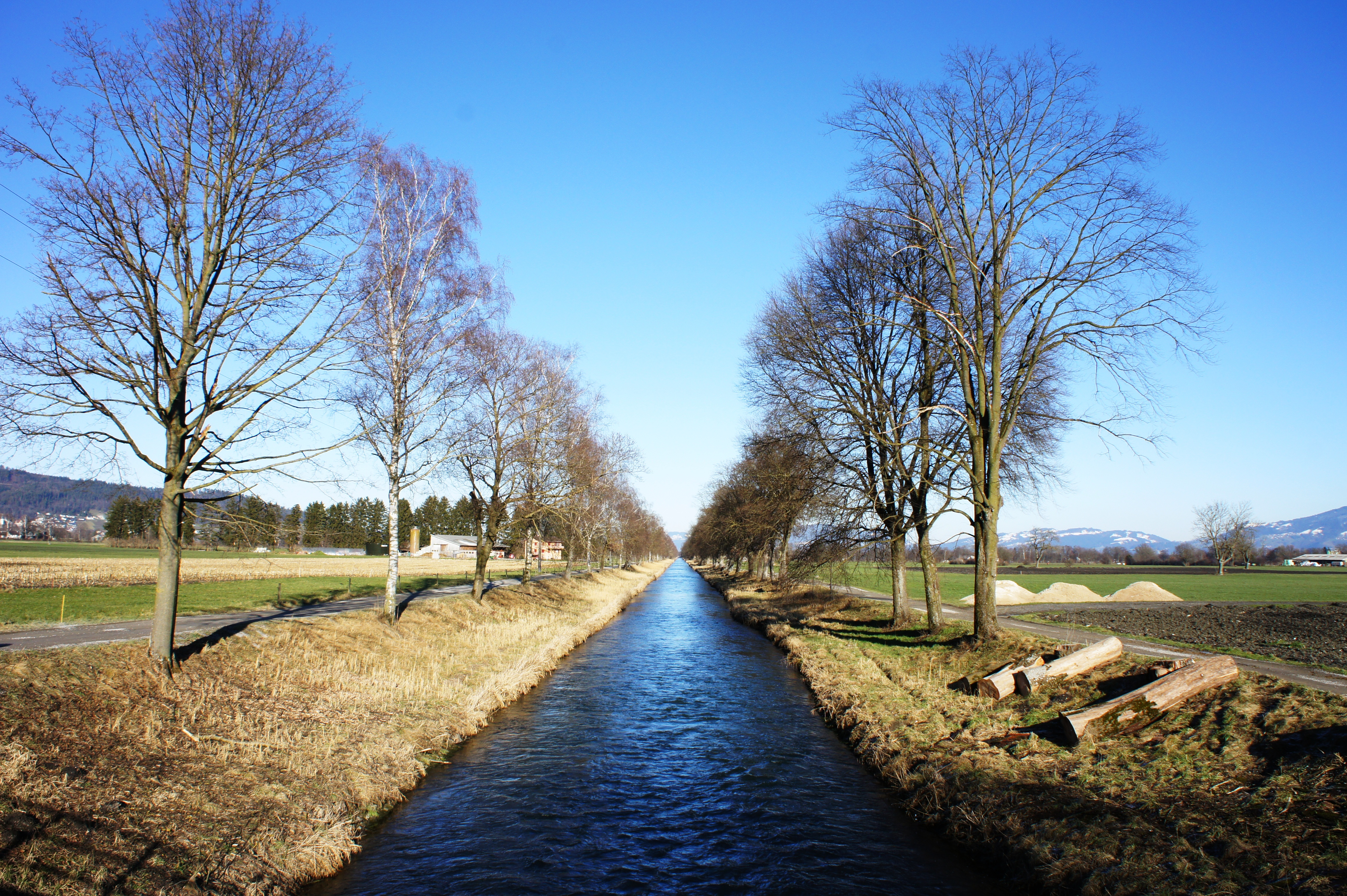
Il canale interno del Rheintal tra Rebstein e Kriessern

Il territorio di Rebstein si estende sul versante occidentale della valle del Reno, tra il canale interno del Rheintal e le Prealpi di Appenzello e di San Gallo.

## Storia
Il comune politico di Rebstein è stato istituito nel 1803.

## Monumenti e luoghi d'interesse
- Chiesa parrocchiale riformata, attestata dal 1712[3];
- Chiesa parrocchiale cattolica di San Sebastiano, eretta nel 1959-1960 da Fritz Metzger[3][4];
- Moschea Al-Shems, eretta nel 1995[senza fonte]

## Società

### Evoluzione demografica
L'evoluzione demografica è riportata nella seguente tabella:
Abitanti censiti

## Economia
L'economia locale si basa prevalentemente sull'agricoltura e sull'industria (ricamificio Forster Rohner).

## Infrastrutture e trasporti
Rebstein è attraversato dalla strada principale 13 ed è servito dalla stazione di Rebstein-Marbach sulla ferrovia Coira-Rorschach.